# Симона Халеп
Симона Халеп (Констанца, 27. септембар 1991) бивша је румунска тенисерка. Била је прва играчица света, која је током каријере освојила два гренд слем трофеја.
Пажњу на себе скренула је у сезони 2013. у којој је освојила шест турнира. У истој години добила је награду за најперспективнију играчицу света.
Халеп је дошла до финала Отвореног првенства Француске 2014. године и изгубила од Марије Шарапове у три сета, а 2017. године играла је у свом другом финалу и поново изгубила у три сета овог пута од Јелене Остапенко. У каријери је освојила двадесет четири титуле у појединачној конкуренцији и једну у дублу.
Након неколико сезона у самом врху женског тениса, сезону 2017. је завршила као најбоља тенисерка света, а такође је завршила као најбоља 2018. годину. Прва Румунка која је постала број 1 на WTA листи у појединачној конкуренцији.
Симона је освојила први гренд слем турнир на Отвореном првенству Француске 2018. победом против Слоун Стивенс из САД. Други гренд слем турнир Симона је освојила на Вимблдону 2019. године победом у финалу против Серене Вилијамс из САД.

## Биографија
Халеп је почела да игра тенис у четвртој години под утицајем свог оца Стера и старијег брата Николауа. Мајка Тања понекад путује с њеном ћерком на турнире. Њена породица је цинцарског порекла.
Воли да игра на свим подлогама; као тениске узоре је навела Жистин Енен и Андреја Павела. Добила је награду Cetățean de onoare, почасни грађанин града Букурешта 2018. године.
У септембру 2021. године, удала се за Тонија Јуруца, милијардера пореклом из Северне Македоније.

## Стил игре
Халеп игра десном руком, једноручно са форхенд и дворучно са бекхенд стране. Током игре може да комбинује равне и ударце са више ротације. Иако је висока свега 168 цм, њен сервис је веома константан, док може да иде и до 175 км/ч. Она се може окарактерисати као агресивни играч са основне линије.
Жистин Енен је окарактерисала игру и стил Халепове на следећи начин:
Она игра веома интелигентно. Има ту нешто што ме подсећа на мене... веома је офанзивна и агресивна.

## Тренери, стручни тим и опрема
Први тренер јој је био Јон Стан, локални тениски тренер у Констанци. Халепову је једно време тренирао Адријан Марсу, Андреј Млендеа и Фирицел Томај.
У јануару 2014. Симона Халеп је ангажовала белгијског тренера Вима Фисета, бившег тренера Ким Клајстерс и Сабине Лисицки. Крајем године одлучила је да прекине сарадњу са њим и ангажовала румунског тренера Виктора Јонита, док је Томас Хогштедт био консултант за тренинг за прва три турнира у години. У новембру 2015. Халеп је најавила да ће Дарен Кејхил бити њен тренер с пуним радним временом, почев од јануара 2016. године. Са Кејхилом је сарађивала до 2018. године и освојила једну гренд слем титулу. Од 2019. Симонин нови тренер је Данијел Добре из Румуније. Њена менаџерка је Вирђинија Ружич. Спаринг партнер на тренингу је Тео Керцел.
Халепову спонзорише предузеће Најк, уговор је потписала у фебруару 2018. године. Пре 2018, Халепову је облачила фирма Адидас, а пре маја 2014. године француски Лакост. У новембру 2014. потписала је и уговор са Водафоном Румунија на три године. Од 2017. године, Халеп је амбасадор бренда Мерцедес-Бенц за Румунију.

## Јуниорска каријера
Симона је између 2006. и 2010. године, похађала спортску гимназију „Николае Ротару” у Констанци. Године 2014. дипломирала је на Факултету за физичку културу и спорт Универзитета „Овидиус” у Констанци.
Са 13 година је одиграла свој први турнир јуниора и постепено се пробијала у конкуренцији јуниора. У четвртфиналу Аустралијан опена 2008. за јуниорке је победила Анастасију Пављученкову, али је потом поражена у полуфиналу од Џесике Мур. Халеп је 2008. године освојила Отворено првенство Француске у јуниорској конкуренцији. У финалном мечу је победила сународницу Елену Богдан са 2:1 у сетовима.

## Професионална каријера

### 2008—2009
Дебитовала је на најцењенијим турнирима 2009. године на Ролан Гаросу. У првом колу победила је 17. носиоца Михаелу Крајичек, али већ у следећем колу испада од Виталије Диаченко.
Током 2010. године Халеп се подвргла операцији смањења груди, јер, како је сама тврдила, груди су јој сметале током игре, посебно у кретању и при основним ударцима.

### 2010—2012
Успон у каријери Симона Халеп прави већ током 2010. На турниру у Марбељи стигла је до четвртфинала у ком је изгубила од другог носиоца и 16. рекета света Флавије Пенете, касније шампионке турнира. Након испадања у првом колу Барселоне против Суарез Наваро после проласка квалификација, доживела је највећи успех у дотадашњој каријери. Као први носилац, прошла је квалификације турнира у Фесу, Мароко. Редом је побеђивала: Храдечку (8. носилац), Олгу Савчук, Пати Шнидер (2. носилац) и Ренату Ворачову, да би финале изгубила од Бенешове 2:0 (6:4, 6:2).
На Ролан Гаросу и УС Опену 2010. је пролазила квалификације, али је испадала већ у првом колу од Сам Стосур односно Јелене Јанковић.
У Оукланду почетком следеће сезоне стиже до четвртфинала, али испада од Викмајер.
Велики успех на најпрестижнијим турнирима за Халеп долази на Аустралијан Опену 2011. Са непуних 20 година Румунка је стигла до трећег кола. На том путу избацила је квалификанткињу из Луксембурга Ану Кремер 6:3, 3:6, 6:2, 24. носиоца, Рускињу, Клејбанову 6:4, 7:6 (2), а зауставља је Ага Радвањска са 6:1, 6:2.
На два следећа гренд слем турнира Халеп је испала у 2. колу. У Паризу од Стосур, а у Лондону од Серене Вилијамс.
Прву победу над ТОП 20 тенисеркама остварила је на Роџерс купу, где је у првом колу играла против Кузњецове. Ипак, тај меч који је трајао преко 2 часа изморио је Халеп и већ у следећем колу испала је од Шафарове.
Прва победа над ТОП 10 тенисеркама десила се већ неколико недеља након претходне велике победе. На УС Опену, Халеп је играла са На Ли, иако је "вукла" повреду из Канаде. Халеп је била боља 2:0, по сетовима 6:2, 7:5. У другом колу је изгубила од Суарез Наваро.
О стилу Халепове и њеној будућности већ тада се могло причати, јер је у та два меча првих кола своје далеко боље рангиране противнице натерала на 50, односно 54 неизнуђене грешке.
Резултати у 2012. нису били толико добри као на крају претходне сезоне. Симона је често испадала у првим колима турнира од слабије рангираних тенисерки. Свеједно је успела да дође до трећег кола Индијан Велса и Мајамија. Најбољи резултат остварила је на турниру у Бриселу. У првом колу добила је великог фаворита, осму носитељку Јелену Јанковић, у три сета, а затим лако против земљакиње Николеску. Против Цибулкове изгубила је први сет без освојеног гема, али је наредна два добила. У полуфиналу добила је Софију Арвидсон. У финалу је изгубила од Радвањске са 7-5, 6-0.
До краја сезоне бележила је веома слабе резултате, свега неколико пута је играла друго коло неког турнира.
По завршетку сезоне у 2012. Халеп је била на 47. месту ВТА ранг-листе, свега 6 позиција боље него прошле године.

### 2013: Пробој
Своју, у дотадашњој каријери, најбољу сезону отворила је турниром у Окланду, где је у другом колу елиминише Радвањска. Исти степен такмичења достигла је пре него што ју је елиминисала Слоун Стивенс. Стивенс ју је победила и у првом колу Аустралијан Опена. Након пораза од Винчи у Паризу Халеп је имала проблема са повредама, јер је мечеве другог кола и у Дохи и у Дубајиу предала Ани Ивановић, односно Хантуховој.
На прва два Мастерс турнира у сезони, стиже до 2. и 3. кола, где је побеђују далеко боље рангиране играчице.
Након ране елиминације у Мадриду Симона је засијала у пуном сјају. На Мастерсу у Риму Румунка пролази квалификације, а потом редом побеђује Кузњецову, Радвањску и Винчи од којих је поражена на претходним турнирима, затим поново побеђује Јелену Јанковић, али бива заустављена од стране првог рекета света Серене Вилијамс. Американка јој је препустила свега 3 гема, све у другом сету.
На Ролан Гаросу, исцрпљена претходним турниром, избачена је већ на старту од стране Суарез Наваро из Шпаније.
Своју шансу Халеп добија на турниру у Нирнбергу, где бива постављена за седмог носиоца. Лако побеђује неке слабо рангиране и мало познате ривалке, али у полуфиналу се сусреће са Шафаровом. Иако други сет губи без освојеног гема, Симона пролази даље, а у финалу добија Андреу Петковић, 6:3, 6:3. Ово је први турнир који је Халеп освојила у каријери, а да га организује ВТА.
Одмах након тријумфа, уследио је следећи. На турниру у Хертогенбошу Халепова је избацила првог, трећег и четвртог носиоца (Винчи, Суарез Наваро, Флипкенс) на путу до трофеја.
На Вимблдону је испала од много боље рангиране Ли са 2:1 у сетовима (6:2, 1:6, 6:0).
Лак посао је имала у Будимпешти, где је победила 5 далеко лошијих играчица и освојила нови пехар.
Америчку турнеју је почела у Синсинатију, где је победама над носитељкама Бартоли, актуелном шампионком Вимблдона која се убрзо након турнира пензионисала због повреде, и Сам Стосур дошла до четвртфинала када је поражена од првог носиоца, Серена Вилијамс.
Нова титула дошла је у Њу Хејвену. Халеп је редом побеђивала Хантухову, Суарез Наваро, Јекатарину Макарову, Возњацки и у финалу Квитову.
На УС опену је заустављена у четвртом колу. Флавија Пенета је славила у два сета.
Серију нешто лошијих резултата прекида турниром у Москви и новом титулом, овог пута без изгубљеног сета. У финалу је поразила Стосур 7:6 (1), 6:2.
Последњи турнир у сезони је одиграла у Софији. Са три поведе у групи над Свитолином, Пављученковом и Корне, а потом над Ивановић и Стосур, Халеп је освојила и турнир шампионки.
Током 2013. године Халеп је напредовала чак 36 позиција и са 47. дошла до 11. позиције. У сезони је освојила 6 титула, без изгубљеног финала. Својим играма стекла је велик број обожавалаца и направила најбољу могућу увертиру пред 2014. годину, а добила је награду за најперспективнију играчицу света.

### 2014: Прво гренд слем финале, ТОП 3
Халепова је одлучила да сезону отвори у Сиднеју, али на самом почетку турнира испала је од Американке Медисон Киз.
На Аустралијан опену је Румунка стигла до свог, дотад, првог гренд слем четвртфинала. На том путу је савладала и осму носитељку, Јелену Јанковић, и то са 6:0 у одлучујућем сету. Зауставила ју је Цибулкова и то прилично убедљиво услед здравствених проблема које је Халеп имала. Прву титулу у сезони 2014. је освојила у Дохи. На том путу победила је Кају Канепи, Анику Бек, Сару Ерани, Агњешку Радвањску и Анџелик Кербер.
На првом мастерсу у сезони је дошла до полуфинала, где јој се Радвањска реванширала. Мастерс у Мајамију је пропустила. У Мадриду је стигла до финала, остваривши свој најбољи резултат у дотадашњој каријери. Зауставила ју је Шарапова, иако је Халеп одлично отворила меч, са 1:6, 6:2, 6:3. На Рим мастерсу је предала меч другог кола Карли Суарез Наваро.
Велики успех и прво гренд слем финале је достигла на Ролан Гаросу. Веома убедљиво је пролазила ривалке: Клејбанову, Вотсон, Торо-Флор, Стивенс, Кузњецову и Петковић, све са по 2:0 у сетовима. У веома напетом и неизвесном мечу против Шарапове није успела да искористи бројне грешке Рускиње у трећем сету, те је Марија славила са 6:4, 6:7 (5), 6:4.
Овим финалом, Халеп се пробила у сам тениски врх, тачније је постала трећи рекет света.
Услед повреде није одбранила титулу освојену 2013. у Хертогенбошу, предала је меч другог кола Аники Бек.
Трећи гренд слем сезоне започела је мечом са Бразилком Телианом Переиром коју је лако добила са 6:2, 6:2. Меч другог кола био је нешто тежи, па је квалификанткиња из Украјине, Јулија Цуренко, узела и сет Румунки. Потом су уследиле лаке победе над младом Белиндом Бенчич, Зарином Дијас и прошлогодишњом финалисткињом Забине Лисицки. У полуфиналном мечу је изгубила од Јуџини Бушард. У том мечу доживела је један веома незгодан пад због ког јој је указивана помоћ.
Прилику за такмичење у својој земљи добила је на турниру у Букурешту, који је по прву пут одржан 2014. Постављена је за првог фаворита турнира, а ту улогу је оправдала победом над Винчи у финалу 6:1, 6:3. Ово је био други турнир који је Халеп освојила у сезони 2014.

### 2015.
Сезону је Халеп започела победом на турниру у Шенџену, победивши у финалу Тимеу Бачински у оба сета са по 6:2. На Аустралијан Опену је поновила резултат из претходне године, достигавши четвртфинале, у коме је изгубила од Јекатерине Макарове са 4:6, 0:6. У Фед купу победила је против Силвије Солер Еспиносе и изгубила од Гарбине Мугурузе.
У финалу ВТА Премијер 5 турнира у Дубаију, тенисерка из Констанце је поразила Каролину Плишкову 6:4, 7:6 (4). Она је такође тријумфовала на турниру ВТА Премијер Мандатори у Индијан Велсу, победила је Српкињу Јелену Јанковић у три сета. У Мајамију је стигла до четвртфинала, где је изгубила од Серене Вилијамс.
У Штутгарту, Румунка је поражена у полуфиналу од Каролине Возњацки. У Мадриду је завршила учешће у првом колу. У Риму је победила три ривалке, али није успела да порази Карлу Суарез Наваро из Шпаније.
Први турнир сезоне на травнатим теренима је играла у Бирмингему, где је стигла до четвртине финала. Током Вимблдона, Халеп је поражена у првом колу против Чепелове.
У Торонту је Халеп стигла до финала, где је изгубила од Белинде Бенчич после предаје због повреде. У Синсинатију је наставила своју победничку серију, победила је између осталог Јелену Јанковић, али у финалу је изгубила од Серене Вилијамс. У Њујорку је стигла до полуфинала.
Након четвртфинала у Гуангџоу, Симона је стигла до трећег кола у Вухану, а у Пекингу је поклекла у првом мечу. У Сингапуру није успела да прође групну фазу, али је сезону завршила на другом месту ВТА листе.

### 2016.
У Сиднеју је Халеп изгубила у полуфиналу од Кузњецове, а у Мелбурну је изгубила већ у првом колу. Пропустила је четвртфинални меч Фед купа са Чешком. У Дубаију и Дохи није играла пошто се повукла због повреде, док је у Индијан Велсу и Мајамију дошла до четвртфинала.
У плеј-офу Фед купа са Немачком, поново је забележила скор од једне победе и пораза. У Штутгарту је први меч изгубила од касније финалисткиње Лауре Сигемунд. Поправила је своју игру на турниру у Мадриду, где је лако освојила титулу. За разлику од тог турнира, у Риму је поражена на старту. У Паризу је стигла до четвртог кола, док на Вимблдону је направила корак даље, а изгубила је од Анџелик Кербер.
Затим је освојила титулу у Букурешту и Торонту, где се реванширала Керберовој за претходне поразе. Прескочила је Олимпијске игре у Рију. Поразила је Радванску у четвртфиналу Синсинатија, затим се опет срела са Анџелик Кербер, која је овог пута боља од Халепове. У четвртфиналу Флешинг Медоуса је изгубила у занимљивом мечу са Сереном Вилијамс.
У Вухану је стигла до полуфинала, али је у Пекингу победила само један меч. Током ВТА финала елиминисана је у групи, победила је Медисон Киз, али није успела добити Кербер и каснију победницу турнира Доминику Цибулкову. Завршила је годину на четвртом месту у ранг листе.

### 2017: Прва тенисерка света
Сезону почиње у Кини на Шенџен Опену, где ју је елиминисала Катерина Синијакова на старту. Први гред слем у сезони, Аустралијан опен, одиграла је разочаравајуће и изненађујуће поражена у првом колу од Шелби Роџерс у два сета. Касније је учествовала на турниру у Санкт Петербургу, где је била присиљена да се повуче у четвртфиналу због повреде.
Вратила се на терен у Индијан Велсу, где је поражена од Кристине Младеновић. На турниру Порше Тенис Гран При је стигла до полуфинала, а поражена је од Немице Лауре Сигемунд.
На Ролан Гаросу у полуфиналу елиминише директну ривалку за број 1 на ВТА листи Каролину Плишкову у 3 сета. У финалу је поражена од Јелене Остапенко са 4:6, 6:4, 6:3.
Изгубила је са 6:1 6:0 против Гарбиње Мугурузе на турниру у Синсинатију, па је остала иза прве тенисерке света Каролине Плишкове за само 5 поена. На УС Опену као други носилац у првом колу игра са Маријом Шараповом, а након битке од скоро три сата је изгубила са 6:4 4:6 6:3. После овог разочарења, учествовала је на турниру у Вухану.
Пласманом у финале турнира у Кини, Симона Халеп је обезбедила прво место на WTA ранг листи. Она је без много проблема савладала Летонку Јелену Остапенко са 6:2, 6:4.

### 2018: Победница Ролан Гароса
Халеп је започела сезону освајањем турнира у кинеском Шенџену. Победила је редом Никол Гибс, Инг-Инг Дуан, Арину Сабаленку и сународницу Бегу. У финалу је победила бранитељку титуле Катерине Синиакову. Халеп је освојила и своју прву титулу на ВТА у конкуренцији парова, партнерка јој је била Бегу.
На Отвореном првенству Аустралије изборила је треће гренд слем финале, победивши Немицу Анџелик Кербер у полуфиналу са 2:1. У финалу је поражена од Каролине Возњацки у три сета.
На Ролан Гаросу стигла је до трећег финала на том турниру и победила Американку Слоун Стивенс у три сета. После четрдесет година једна Румунка је успела да освоји гренд слем, након што је Вирђинија Рузич победила на Ролану Гаросу 1978. године.
Поражена је у 3. колу Вимблдона од Сје Су-веј из Кинеског Тајпеха са 2:1 у сетовима. Халеп је у финалу Монтреала победила Слоун Стивенс са 2:1 после велике борбе, те је освојила осамнаесту титулу у каријери. Следеће недеље је играла у још једном финалу на турниру у Синсинатију, али је овај пут поражена од Кики Бертенс из Холандије. Симона је изгубила у првом колу Отвореног првенства САД од Естонке Каје Канепи у два сета. Иако је обезбедила пласман на Завршно ВТА првенство у Сингапуру, повукла се због повреде леђа. Халеп је ипак завршила годину на првом месту, други пут узастопно.

### 2019: Прва победа на Вимблдону
Започела је 2019. годину наступом на турниру у Сиднеју; поражена је у другом колу од Ешли Барти у два сета. На Аустралијан Опену, стигла је до четвртог кола, где је изгубила од Серене Вилијамс у три сета.
Стигла је до полуфинала на турниру у Мајамију, изгубивши од Каролине Плишкове, док је у Мадриду стигла до финала, изгубивши од Кики Бертенс из Холандије. У оба случаја пропустила је прилику да поврати број један на ВТА листи.
На Отвореном првенству Француске је победила Ајлу Томљановић, Магду Линет, Лесју Цуренко и Игу Свјатек, и стигла до четвртфинала где је изгубила од младе Аманде Анисимове, 6:2, 6:4. Након овог пораза, Халеп је пала са 3. на 8. место ранг листе.
На турниру у Истборну, дошла је до четвртфинала, где је изгубила од Анђелике Кербер. Она је такође стигла до полуфинала у женским паровима, где јој је партнерка била сународница Ралука Олару.
На Вимблдону је победила Александру Саснович, Михаелу Бузарнеску, Викторију Азаренку и 15-годишњу Кори Гоф. У четвртфиналу победила је Кинескињу Џанг Шуај и изборила своје друго полуфинале Вимблдона. Победом против Украјинке Елине Свитолине са 6:1 6:3 прошла је у прво финале Вимблдона. Симона је освојила Вимблдон по први пут у каријери, уверљивом победом у финалу против Серене Вилијамс из САД са 6:2, 6:2 након само 57 минута игре.
По повратку у отаџбину, Олимпијски комитет Румуније је одлучио да ће Симона носити заставу своје земље на церемонији отварања Олимпијских игара у Токију 2020. године. На Националном стадиону у Букурешту јој је приређен свечани дочек, где је поздравило око 25.000 навијача. На турниру у Торонту поражена је у четвртфиналу од Мари Бускове из Чешке, након што је предала меч после првог сета због повреде.
Иако је победила у првом колу на УС Опену први пут у три године, у следећем колу је била поражена од стране Тејлор Таусенд. У Азији се повукла у трећем колу због повреде леђа на турниру у Вухану, а у другом колу изгубила је од Екатерине Александрове на Отвореном првенству Кине. На финалу ВТА првенства победила је Бјанку Андреску, али је изгубила наредна два меча од Елине Свитолине и Каролине Плишкове.

### 2020−2021: Три ВТА титуле
Халеп је започела 2020. годину на новом турниру у Аделејду, где је на старту победила Ајлу Томљановић. У четвртфиналу изгубила је од Арине Сабаленке из Белорусије.
На првом гренд слем турниру у години Отвореном првенству Аустралије, стигла је до полуфинала, где је поражена од Гарбиње Мугурузе из Шпаније.
Освојила је јубиларну 20 титулу у каријери, победивши Јелену Рибакину у финалу турнира у Дубаију са 2:1 у сетовима.
Након наставка сезоне која је прекинута због пандемије вируса корона, средином августа је освојила турнир у чешком Прагу, победом у финалу против Елисе Мертенс из Белгије. Освојила је први пут турнир у Риму, победивши у финалу Каролину Плишкову, а то јој је била укупно двадесетдруга титула у каријери и девета на шљаци. На Ролан Гаросу који је због пандемије вируса корона одржан крајем септембра, Халеп је изгубила неочекивано у осмини финала од Иге Швјонтек из Пољске у два сета. Крајем октобра 2020. године, објавила је на друштвеној мрежи да је заражена корона вирусом и да има благе симптоме.
На првом гренд слему у сезони у Аустралији 2021, који је овај пут игран у фебруару месецу, Симона је стигла до четвртфинала. Редом је побеђивала Кабреру и Томљановић из Аустралије, Кудерметову из Русије и Швјонтек из Пољске, а потом је поражена у четвртфиналу од Серене Вилијамс у два сета.

### 2022: Полуфинале Вимблдона и титула у Торонту
На гренд слем турниру у Вимблдону стигла је до полуфинала, где је поражена од Јелене Рибакине из Казахстана. Симона је освојила девету мастерс титулу на турниру у Торонту, победивши Беатриз Хадад Мају из Бразила у три сета.

### 2023−2024: Суспензија и повратак на терен
Међународна агенција за интегритет тениса суспендовала је Халепову у септембру 2023. на четири године због кршења антидопинг правила, јер је наводно била позитивна на забрањену супстанцу роксадустат током Ју-Ес опена 2022. године. Била је оптужена за два допинг прекршаја. Халеп је негирала оптужбе и најавила правну борбу како би доказала невиност. Дана 5. марта 2024. године, Суд за спортску арбитражу у Лозани (ЦАС) умањио је суспензију на девет месеци, тако су се стекли услови да се одмах врати на терен.

### 2025: Полачење из тениса
Халеп је добила вајлд карту за квалификациони турнир за Аустралијан опен. Међутим, повукла се након што је осетила бол у коленима и рамену током егзибиционог турнира у Абу Дабију.
Након што је изгубила меч првог кола на Отвореном првенству Трансилваније од Лусије Бронцети, Халеп је 4. фебруара 2025. објавила да се повлачи из професионалног тениса.

## Статистика каријере

### Гренд слем финала

#### Појединачно: 5 (2:3)
| Година | Исход  | Турнир                        | Подлога | Противница у финалу | Резултат у финалу |
| ------ | ------ | ----------------------------- | ------- | ------------------- | ----------------- |
| 2014.  | Финале | Ролан Гарос                   | Шљака   | Марија Шарапова     | 4:6, 7:6(5), 4:6  |
| 2017.  | Финале | Ролан Гарос                   | Шљака   | Јелена Остапенко    | 6:4, 4:6, 3:6     |
| 2018.  | Финале | Отворено првенство Аустралије | Бетон   | Каролина Возњацки‎   | 6:7(2), 6:3, 4:6  |
| 2018.  | Победа | Ролан Гарос                   | Шљака   | Слоун Стивенс       | 3:6, 6:4, 6:1     |
| 2019.  | Победа | Вимблдон                      | Трава   | Серена Вилијамс     | 6:2, 6:2          |

### ВТА првенство

#### Појединачно 1 (0:1)
| Година | Исход  | Турнир        | Подлога | Противница      | Резултат |
| ------ | ------ | ------------- | ------- | --------------- | -------- |
| 2014   | Финале | ВТА првенство | Бетон   | Серена Вилијамс | 3:6, 0:6 |

Освојени ВТА турнири
- 2013: Нирнберг, Хертогенбос, Будимпешта, Њу Хејвен, Москва, Турнир шампионки WTA Бали.
- 2014: Доха, Букурешт.
- 2015: Шенџен, Дубаи, Индијан Велс.
- 2016: Мадрид, Букурешт, Монтреал.
- 2017: Мадрид.
- 2018: Шенџен, Ролан Гарос, Монтреал.
- 2019: Вимблдон.
- 2020: Дубаи, Праг, Рим.
- 2022: Мелбурн 1, Торонто.

### Учешће на гренд слем турнирима
| Легенда | Легенда                                    | Легенда | Легенда                           |
| ------- | ------------------------------------------ | ------- | --------------------------------- |
| О/И     | однос освајања турнира и играња на турниру | Поб-Пор | однос побједа и пораза            |
| НО      | турнир није одржан те године               | Н       | није учествовала на турниру       |
| КВ      | изгубила у квалификацијама                 | 1К      | изгубила у првом колу             |
| 2К      | изгубила у другом колу                     | 3К      | изгубила у трећем колу            |
| 4К      | изгубила у четвртом колу                   | ГФ      | изгубила у групној фази такмичења |
| ЧФ      | изгубила у четвртфиналу                    | ПФ      | изгубила у полуфиналу             |
| Ф       | изгубила у финалу                          | П       | освојила турнир                   |

| Турнир           | 2010 | 2011 | 2012 | 2013 | 2014 | 2015 | 2016 | 2017 | 2018 | 2019 | 2020 | 2021 | 2022 | 2023 | 2024 | 2025 | О/И    | Поб/Пор |
| ---------------- | ---- | ---- | ---- | ---- | ---- | ---- | ---- | ---- | ---- | ---- | ---- | ---- | ---- | ---- | ---- | ---- | ------ | ------- |
| Аустралијан Опен | КВ1  | 3К   | 1К   | 1К   | ЧФ   | ЧФ   | 1К   | 1К   | Ф    | 4К   | ПФ   | ЧФ   | 4К   | Н    | Н    | Н    | 0 / 12 | 31:12   |
| Ролан Гарос      | 1К   | 2К   | 1К   | 1К   | Ф    | 2К   | 4К   | Ф    | П    | ЧФ   | 4К   | Н    | 2К   | Н    | Н    | Н    | 1 / 12 | 32:11   |
| Вимблдон         | КВ2  | 2К   | 1К   | 2К   | ПФ   | 1К   | ЧФ   | ЧФ   | 3К   | П    | НО   | Н    | ПФ   | Н    | Н    | Н    | 1 / 10 | 29:9    |
| Ју Ес Опен       | 1К   | 2К   | 2К   | 4К   | 3К   | ПФ   | ЧФ   | 1К   | 1К   | 2К   | Н    | 4К   | 1К   | Н    | Н    | Н    | 0 / 12 | 20:12   |
| Победе:Порази    | 0:2  | 5:4  | 1:4  | 4:4  | 17:4 | 10:4 | 11:4 | 10:4 | 15:3 | 15:3 | 8:2  | 7:2  | 9:4  | 0:0  | 0:0  | 0:0  | 2 / 46 | 112:44  |